# Efax
L'Efax o e-fax è un servizio che consente di inviare e ricevere fax attraverso la rete internet.
Prima della nascita dell'e-fax esistevano server di comunicazione in grado di convertire automaticamente i fax in arrivo direttamente in testo inviato alla casella e-mail del destinatario.
Il sistema moderno è pressoché identico ma, tramite l'attribuzione di un numero unico ad entrambe le parti (ricevente, mittente), la piattaforma di gestione diventa totalmente elettronica. I fax in entrata, così come quelli in uscita, saranno o rediretti all'account virtuale, o spostati sul normale circuito fax.
Tra i primi ad offrire il servizio di fax via internet la j2 Global, azienda fondata nel 1995, conosciuta in tutto il mondo proprio per il prodotto denominato eFax®. A j2 Global ed eFax® sono state affiancate negli anni da diverse altre imprese nel resto d'Europa.